# Mastigodryas boddaerti
A biru-listrada (Mastigodryas boddaerti) é uma espécie diurna e amazônica de serpente da família dos colubrídeos. Tais cobras medem cerca de 1,5 m de comprimento, possuindo uima cabeça grande, alongada e distinta do corpo, com o dorso pardo-oliva ou cinza e ventre cinza-claro.